# كزوارينة التلال
كزوارينة التلال (الاسم العلمي:Casuarina collina) هي نوع من النباتات تتبع جنس الكزوارينة من الفصيلة الكزوارينية.

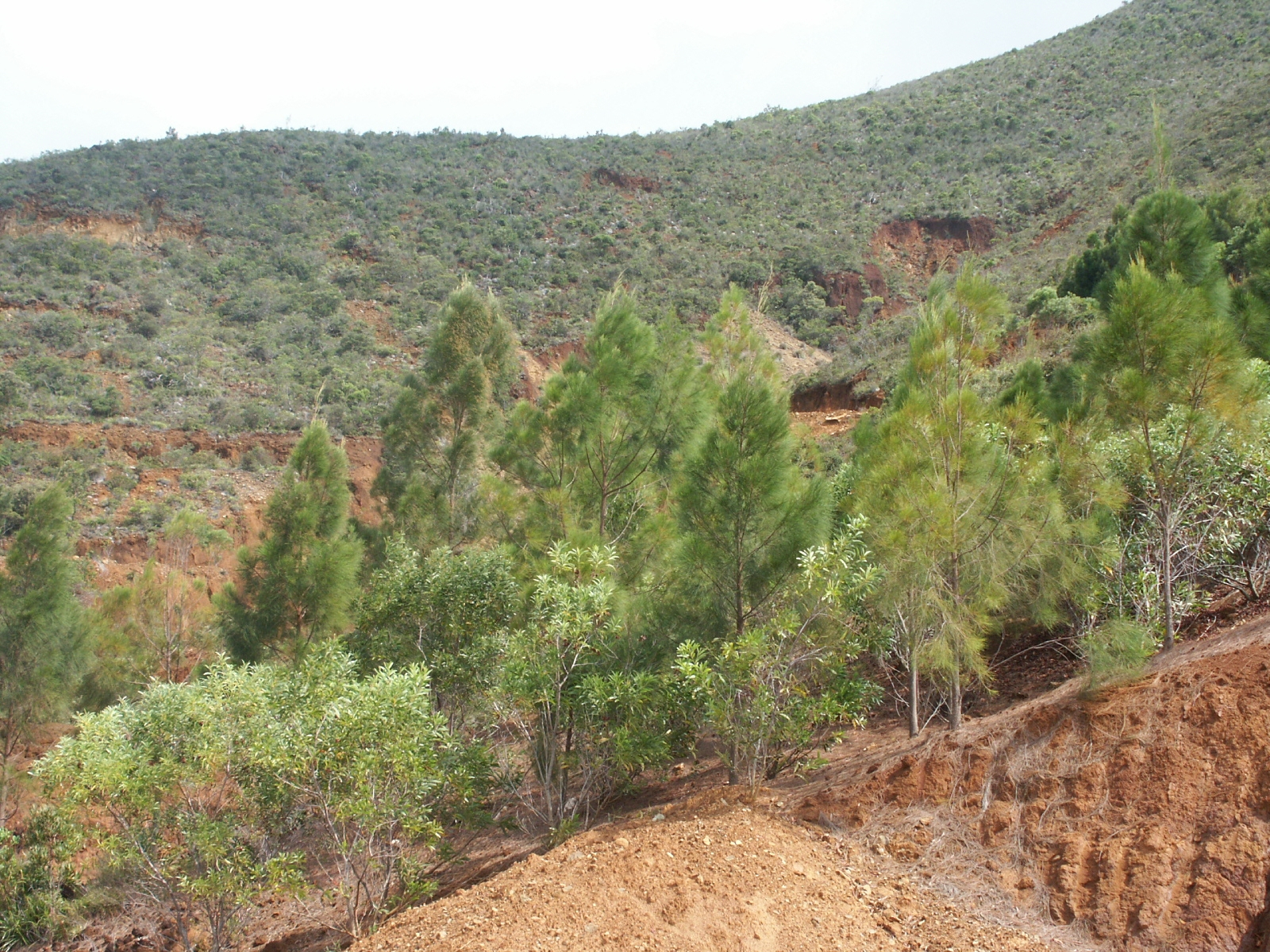
Casuarina collina et Acacia spirorbis d'environ 7 ans en réhabilitation de terrains miniers
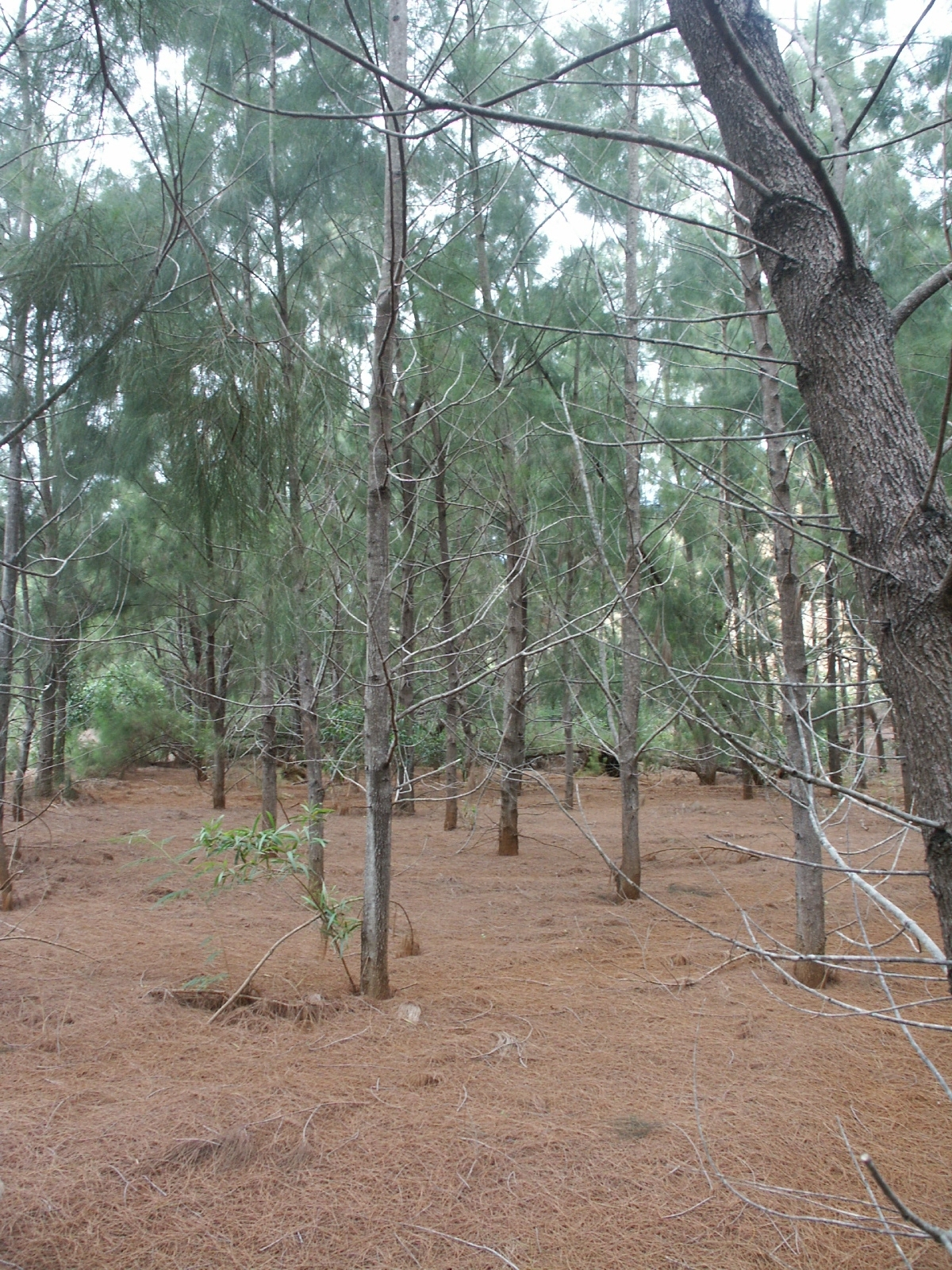
Casuarina collina de 12 ans en réhabilitation de terrains miniers